# Pierre Nocca

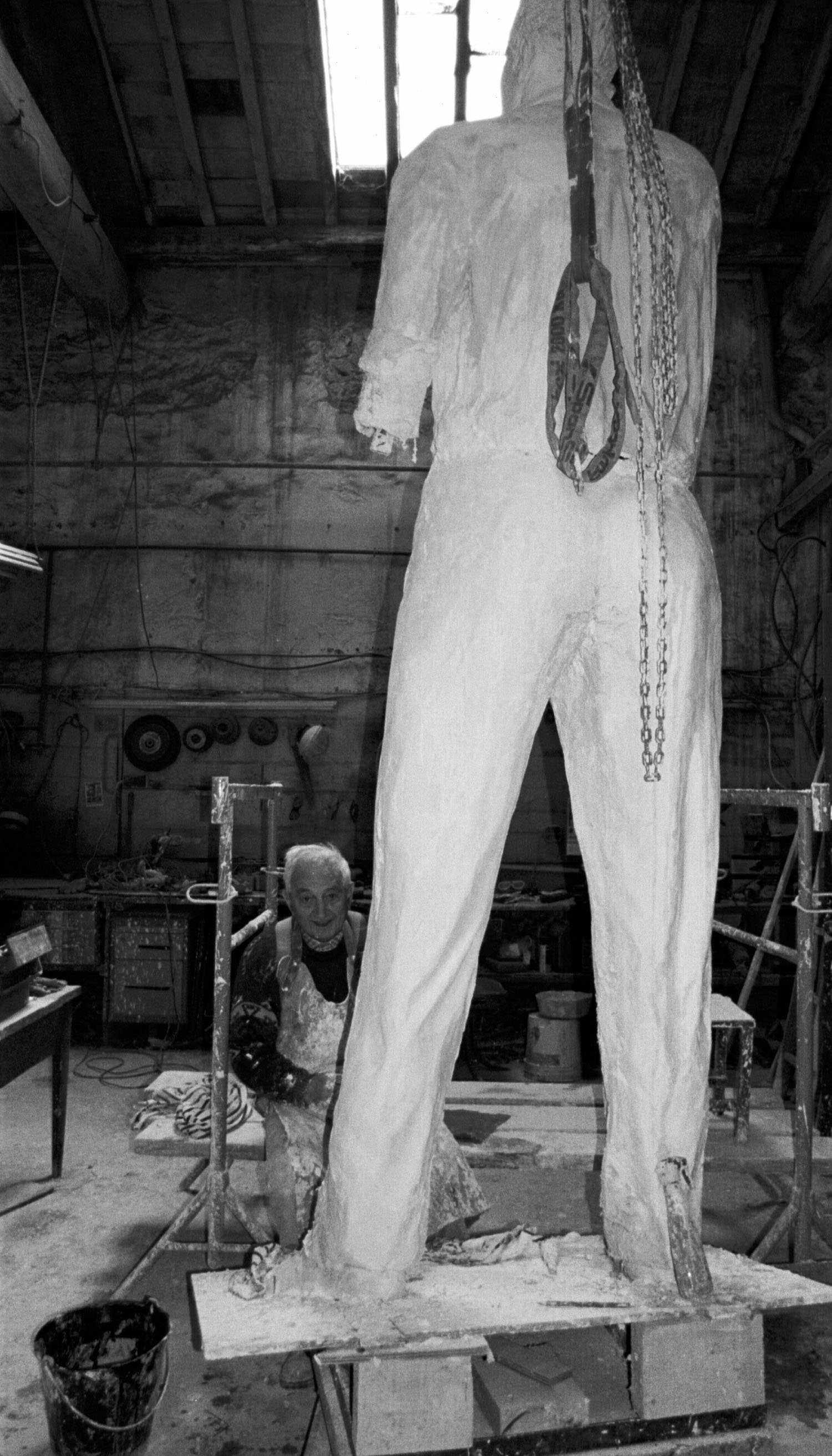
Pierre Nocca in seinem Atelier (2001)

Pierre Nocca (* 28. August 1916 in Sète; † 15. Februar 2016) war ein französischer Bildhauer.

## Leben
Nocca studierte an der École Supérieure des Beaux-Arts in Montpellier, später in Paris.
Der Zweite Weltkrieg unterbrach sein künstlerisches Schaffen; Nocca war zuerst Soldat. Nach dem Waffenstillstand 1940 ließ er sich in der Künstlerkolonie La Ruche in Paris nieder. Während der Besetzung Frankreichs schloss er sich der Résistance an.
1957 zog er von La Ruche in seine Geburtsstadt Sète, wo er seitdem sein Atelier hatte. In Sète war er zunächst Zeichenlehrer an der Sekundärschule „Collège Victor-Hugo“ und von 1964 bis 1985 Professor an der „École des Beaux-Arts de Sète“.  Für die Stadt Montpellier schuf Nocca das Monument de la Résistance. Seine Kunstwerke befinden sich in vielen Gegenden Frankreichs sowie außerhalb des Landes, etwa in Abidjan oder Nottingham.

## Auswahl von Monumentalskulpturen
- Le monument des matyrs de la résistance, Montpellier 1947
- Jean Jaurès, Montpellier, 1964
- Le Guerrier médiéval, Carcassonne
- Les Libellules, Pérols (Département Hérault)
- Le Monument du Souvenir, Saint-Gély-du-Fesc (Département Hérault)
- Le Poulpe (auch le Pouffre genannt), Sète, 1987[4]
- L'Ajustaïre (auch „le Jouteur“ genannt), Sète, 2002[5]

## Auszeichnungen
- Croix de guerre 1939–1945
- Chevalier des Arts et des Lettres